# Киргистан на Светском првенству у атлетици у дворани 2006.
Киргистан је учествовао на 11. Светском првенству у атлетици у дворани 2006. одржаном у Москви  од 10. и 12. марта.
Репрезентацију Киргистана на његовом осмом учешћу на светским првенствима у дворани представљало је двоје атлетичара који су се такмичили у две дисциплине.
На овом првенству Киргистан није освојио ниједну медаљу, али је атлетичар Сергеј Пакура оборио је национални рекорд у трчању на 1.500 метара.

## Учесници
| Мушкарци: - Сергеј Пакура — 1.500 м | Жене: - Татјана Јефименко — Скок увис |

## Резултати

### Мушкарци
| Атлетичар     | Дисциплина | Лични рекорд | Квалификације | Квалификације | Полуфинале           | Полуфинале           | Финале               | Финале  | Детаљи |
| Атлетичар     | Дисциплина | Лични рекорд | Резултат      | Место         | Резултат             | Место                | Резултат             | Место   | Детаљи |
| ------------- | ---------- | ------------ | ------------- | ------------- | -------------------- | -------------------- | -------------------- | ------- | ------ |
| Сергеј Пакура | 1.500 м    |              | 3:50,86 НР    | 7. у гр. 3    | Није се квалификовао | Није се квалификовао | Није се квалификовао | 22 / 23 |        |

### Жене
| Атлетичарка       | Дисциплина | Лични рекорд | Квалификација | Квалификација | Финале                | Финале  | Детаљи |
| Атлетичарка       | Дисциплина | Лични рекорд | Резултат      | Место         | Резултат              | Место   | Детаљи |
| ----------------- | ---------- | ------------ | ------------- | ------------- | --------------------- | ------- | ------ |
| Татјана Јефименко | скок увис  | 1,95 НР      | 1,86          | 16            | Није се квалификовала | 16 / 17 |        |